# 综合性大学自主选拔录取联合考试
综合性大学自主选拔录取联合考试是中国十一所高校（北京大学、香港大学、中山大学、北京师范大学、北京航空航天大学、武汉大学、华中科技大学、四川大学、厦门大学、山东大学、兰州大学）在高校自主招生中联合组织的考试，也就是民间所称的“北约”联考。

## 历史
2011年，以北京大学为首的十三所著名高校开始以联考形式进行自主招生，被称作“北约”联盟。
“北约”联盟于2010年11月21日“建军”，最初的成员为北京大学、复旦大学、南开大学、北京师范大学、北京航空航天大学、厦门大学和位于香港特别行政区的香港大学。不多久，2010年11月25日，中山大学、武汉大学、华中科技大学、兰州大学、山东大学、四川大学突然宣布加入“北约”集团，该集团因此迅速扩张为13所著名高校。2012年，复旦、南开宣布退出该集团。